# Sirovina
Sirovina, takođe poznata kao sirovi materijal, neprerađeni materijal ili primarna roba, je osnovni materijal koji se koristi za proizvodnju robe, gotovih proizvoda, energije ili međumaterijala koji su sirovina za buduće gotove proizvode. Ovaj termin označava da su ovi materijali mandatorna i neophodna sredstva za proizvodnju drugih proizvoda.
Termin sirovina označava materijale u neprerađenom ili minimalno obrađenom stanju kao što su sirovi lateks, sirova nafta, pamuk, ugalj, sirova biomasa, gvozdena ruda, plastika, vazduh, trupci i voda. Termin sekundarna sirovina označava otpadni materijal koji je recikliran i ponovo unet u upotrebu kao proizvodni materijal.

## Karakteristike
Procesi koji se koriste kod pretvaranja sirovina u gotove proizvode svode se na jednu ili dve glavne metode, prvom se formira materijal u željeni oblik, a drugom se menjaju ili poboljšavaju 
karakteristike materijala.

### Klasifikacija
Sirovine se klasificiraju na više načina. Prema poreklu se razlikuju: 
1. mineralne sirovine, ili proizvodi ekstraktivne industrije (rudarstvo);
2. poljoprivredni proizvodi;
3. šumarski proizvodi
4. proizvodi lova i ribolova;
5. sintetske sirovine;
6. ostale sirovine dobivene od vazduha i vode

Mineralne sirovine su svi proizvodi dobiveni iz Zemljine kore te predstavljaju primarnu - najvažniju kategoriju sirovina u svim industrijski razvijenim zemljama. Naučnim i tehnološkim progresom porastao je ekonomski značaj mineralnih sirovina, iz kojih je danas moguće proizvesti gotovo sve osim hrane, te je čak i njena proizvodnja nezamisliva bez korištenja veštačkih đubriva.
Ekstraktivna industrija (rudarstvo) - karakteristična za prvu fazu industrijalizacije, razvojem privrede nimalo nije izgubila na značenju, jer je za hemijsku industriju nafta i danas znači gotovo sve. Nalazišta mineralnih sirovina razlikuju se prema stupnju istraženosti, kvalitetu i mogućnosti eksploatacije, te se rezerve mineralnih sirovina najčešće klasificiraju kao: geološke, bilančane, industrijske i vanbilančne.
- Geološke su sve rezerve, odnosno sirovine utvrđene geološkim istraživanjima ili procenom.
- Bilančane su one koje se na postojećem nivou tehnologije mogu eksploatisati
- Industrijske sirovine su onaj deo bilančanih rezervi koje se već eksploatišu ili se pripremaju za eksploataciju
- Vanbilančne su deo geoloških sirovina koje se na sadašnjem stupnju razvoja tehnologije ne mogu eksploatisati.

Poljoprivredni proizvodi se prvenstveno koriste u prehrambenoj industriji, ali služe i kao sirovina za proizvodnju tekstila, kože, sapuna, glicerina, lekova, alkohola, kozmetike.
Sirovine se obzirom na poreklo dele na biljne i životinjske, a biljne prema ekonomskoj nameni, na prehrambene (žito, voće i povrće), industrijske (uljarice, tekstil, šećerna repa, duvan..) i krmno bilje. Šumarski proizvodi koriste se u prvom redu za proizvodnju rezane građe i proizvoda od nje, a u manjoj meri za celulozu. 
Prema stupnju obrade razlikuju se primarne sirovine i poluproizvodi. Prema značenju u proizvodnom procesu sirovine se dele na osnovne, pomoćne i pogonske, a prema nameni razlikuju se sirovine za proizvodnju proizvodnih i sirovine za proizvodnju potrošnih dobara. Strateške sirovine su one koje se koriste za proizvodnju savremenog naoružanja i snabdevanje vojske u vreme rata. Metalne sirovine se obično proizvode u dva koraka. Prvo se sirova ruda obrađuje kako bi se povećala koncentracija željenog metala; to se zove obogaćivanje, nakon tog se lije i legira. Kod keramike se prirodna glina meša sa raznim silikatima da se dobije sirovina za proizvodnju.
Sve manje količine sirovina jako utiču na ekonomski razvoj čovečanstva i traže nove odgovore kako doći do njih i kako ih što racionalnije koristiti.

## Literatura
- Elizabeth Kolbert, "Needful Things: The raw materials for the world we've built come at a cost" (largely based on Ed Conway, Material World: The Six Raw Materials That Shape Modern Civilization, Knopf, 2023; Vince Beiser, The World in a Grain; and Chip Colwell, So Much Stuff: How Humans Discovered Tools, Invented Meaning, and Made More of Everything, Chicago), The New Yorker, 30 October 2023, pp. 20–23. Kolbert mainly discusses the importance to modern civilization, and the finite sources of, six raw materials: high-purity quartz (needed to produce silicon chips), sand, iron,  copper, petroleum (which Conway lumps together with another fossil fuel, natural gas), and lithium. Kolbert summarizes archeologist Colwell's review of the evolution of technology, which has ended up giving the Global North a superabundance of "stuff," at an unsustainable cost to the world's environment and reserves of raw materials.
- Karl Marx, Capital, Vol. 1, Part III, Chap. 7.